# Vells camarades
Vells camarades (títol original: Running Red) és una pel·lícula estatunidenca de 1999 protagonitzada per Jeff Speakman i Angie Everhart. Va ser dirigida per Jerry P. Jacobs. Ha estat doblada al català.

## Argument
A un antic membre d'un equip militar d'elit soviètic li ordenen matar tres homes o la seva família serà exterminada.

## Repartiment
- Jeff Speakman :Greg / Gregori
- Angie Everhart: Katherine
- Stanley Kamel: Alexi
- Elya Baskin: Strelkin
- Cassie Ray: Amanda

## Rebuda
Vells camarades té una puntuació del 14% a Rotten Tomatoes.